# Авдеев, Валерий Николаевич
Вале́рий Никола́евич Авде́ев (26 декабря 1948, посёлок Сынтул, Касимовский район, Рязанская область — 15 июля 2003, там же) — поэт и прозаик, член Союза писателей СССР, лауреат Международного литературного конкурса имени А. П. Платонова «Умное сердце» (2001).

## Биография
Родился в семье врача и медсестры. После окончания средней школы работал слесарем-монтажником на Сынтульском чугунолитейном заводе, служил в Советской Армии. В 1976 году окончил факультет русского языка и литературы Рязанского государственного педагогического института. Преподавал в сельской школе, работал редактором Рязанского отделения издательства «Московский рабочий», заместителем директора бюро пропаганды художественной литературы при областной писательской организации, заведующим отделом поэзии ежеквартальника «Рязанское узорочье». Представлял «страну берёзового ситца» на седьмом Всесоюзном совещании молодых писателей, творческих семинарах в Дубултах и Сыктывкаре, неделях литературы в Черновцах и Одессе.

## Литературная деятельность
В 1989 году был принят в члены Союза писателей СССР. Печатался в журналах «Молодая гвардия», «Октябрь», «Север», «Смена», еженедельниках «Литературная Россия», «Московский железнодорожник», газетах «Советская Россия», «Учительская газета», «Рязанское узорочье», «Рязанская глубинка», альманахах «Поэзия», «Литературная Рязань», «Литературное эхо», «Литературный Касимов», коллективных сборниках «Дружба», «Песни над Окой и Днестром», «Молодая гвардия-82», «Голубая Мещёра», «Певцам бревенчатой избы», «Венок Есенину», «Окские зарницы», «Серебряные мгновения жизни», трёхтомнике «Собрание сочинений рязанских писателей», антологиях «Час России», «Мать», «Умное сердце», «Поэзию любят красивые люди», хрестоматии «Литература Рязанского края», книге Евгения и Романа Маркиных «Летят журавли, летят…», книге Оксаны Гоенко «Журавлиная песня». Произведения Валерия Авдеева звучали по Всесоюзному радио, переведены на болгарский, украинский, молдавский языки. Он и сам занимался стихотворными переводами. Автор поэтических книг «Сосновый хлеб», «Родня», «Трилистник», «Время высмолить лодку» (вышла в дни прощания с поэтом), сборника рассказов «При своем деле». За месяц до гибели подготовил и передал в издательство рукопись стихотворного сборника «Разнотравье» (выпущен сигнальный экземпляр). Лауреат Международного литературного конкурса имени А. П. Платонова «Умное сердце», областных творческих конкурсов Валерий Авдеев был выдающимся представителем касимовской поэтической школы, одним из самых пронзительных и тонких лириков средней полосы России, наставником многих молодых литераторов.
Знаменитая частушка, сочинённая им в конце сентября 1992 года, вошла в обиход. Вот её первоначальный текст: «Мы с Иваном Карлычем с утра пропили ваучер. А на другой на ваучер купили девку на вечер».
В поэзии Валерий Николаевич достиг высочайшего мастерства. Его стихи глубоки по содержанию, они искренни, образны и музыкальны. Также был замечательным прозаиком, автором небольших проникновенных рассказов «Вера в доброе начало», «Два одиночества», «Встречный ветерок» и др.
На произведения Валерия Авдеева написано немало песен, в том числе и им самим.
К одному путеводному свету
Буду рваться до смертного дня!
Знаю, каждый уверует в это:
Все мы люди одни — Родня!

Валерий Авдеев
Поэт погиб 15 июля 2003 года на Сынтульском озере, предсказав свою кончину в стихотворных строках: «Цепь на колу расплету, лодку столкну в темноту».
В посёлке Сынтул, на доме, где жил Валерий Авдеев, установлена мемориальная доска. В честь замечательного поэта проводятся литературные чтения, названо творческое содружество «Родня», которое действует в рамках Рязанского регионального отделения Союза писателей России.

## Сочинения
- [Сосновый хлеб].Стихи. Песни над Окой и Днестром. — М.: Московский рабочий, 1982. — С. 31-39.[7]
- При своём деле/ В.Авдеев. Авария/ Ю.Веденин. Два круга/ А. Овчинников. — М.: Московский рабочий, 1984.
- Сосновый хлеб: Стихи. — М.: Молодая гвардия, 1987.
- Родня: Стихи. — Рязань: Московский рабочий, 1988.- 104 с.:ил.
- Трилистник: Стихи. — Рязань: Узорочье, 1997. — 112 с.
- Время высмолить лодку: Стихи. — Рязань: Узорочье, 2001 (фактически 2003). — 228 с.: ил.
- К путеводному свету: Стихи [Буклет]. — Рязань, 2003.
- Стихи Час России: Aнтология одного стихотворения. — М.: Современник, 1988. — С. 82.
- Стихи «Певцы бревенчатой избы…». — М., 1990.
- Родня. Соловьи [Поэмы] // Собрание сочинений рязанских писателей в трёх томах. — Т.1. — Рязань: Пресса, 2008. — С. 40-56.
- Красный сарафан : Pассказ // Собрание сочинений рязанских писателей в трех томах. — Т. 2. — Рязань: Пресса, 2008.
- Устаёт душа от монотонности : подборка стихотворений // Рязанское узорочье. — 2009. — № 7-1 (52-53).
- Стихи. Рязанское узорочье. — 2009. — № 2-3 (54-55). — С. 20.